# Médaille commémorative IEEE Morris N. Liebmann
Décernée à l'origine par l'Institute of Radio Engineers (IRE) sous le nom Morris Liebmann Memorial Prize, la médaille commémorative IEEE Morris N. Liebmann est créée en 1919 en l'honneur du colonel Morris N. Liebmann. Elle est d'abord attribuée aux lauréats qui ont « rendu public au cours des dernières années une contribution importante aux communications radio ». Le prix continue d'être décerné sous le nom « IEEE Morris N. Liebmann Memorial Award » par le conseil d'administration de l'Institute of Electrical and Electronics Engineers (IEEE) après que l'IRE a intégré l'IEEE en 1963. Le champ d'application a été changé « pour des contributions importantes aux technologies émergentes reconnues ces dernières années ». Après 2000, le prix a été remplacé par le prix IEEE Daniel E. Noble.

## Récipiendaires
La médaille commémorative IEEE Morris N. Liebmann a été attribuée aux personnalités suivantes :
- 2000 - James S. Harris, Jr.
- 1998 - Naoki Yokoyama
- 1997 - Fujio Masuoka
- 1996 - Seiki Ogura
- 1995 - M. George Craford
- 1994 - Lubomyr T. Romankiw
- 1993 - B. Jayant Baliga
- 1992 - Praveen Chaudhari, Jerome J. Cuomo et Richard J. Gambino
- 1991 - Morton B. Panish
- 1990 - Satoshi Hiyamizu et Takashi Mimura
- 1989 - Takanori Okoshi
- 1988 - James R. Boddie et Richard A. Pedersen
- 1986 - Bishnu S. Atal et Fumitada Itakura
- 1985 - Russell D. Dupuis et Harold M. Manasevit
- 1984 - David E. Carlson et Christopher R. Wronski
- 1983 - Robert W. Brodersen, Paul R. Gray et David A. Hodges
- 1982 - John Arthur, Jr. et Alfred Y. Cho
- 1981 - Calvin F. Quate
- 1980 - Anthony J. Demaria
- 1979 - Ping King Tien
- 1978 - Charles Kao, John B. MacChesney et Robert D. Maurer
- 1977 - Horst H. Berger et Siegfried K. Wiedmann
- 1976 - Herbert John Shaw
- 1975 - A. H. Bobeck, P. C. Michaelis et H. E. D. Scovil
- 1974 - Willard Boyle et George E. Smith
- 1973 - Nick Holonyak
- 1972 - Stewart E. Miller
- 1971 - Martin Ryle
- 1970 - John A. Copeland
- 1969 - John Battiscombe Gunn
- 1968 - Emmett Leith
- 1966 - Paul K. Weimer
- 1965 - William R. Bennett, Jr.
- 1964 - Arthur Leonard Schawlow

L'IRE Morris Liebmann Memorial Prize a été attribuée aux personnalités suivantes :
- 1963 - Ian Munro Ross
- 1962 - Victor H. Rumsey
- 1961 - Leo Esaki
- 1960 - Jan A. Rajchman
- 1959 - Nicolaas Bloembergen et Charles H. Townes
- 1958 - E. L. Ginzton
- 1957 - O. G. Villard, Jr.
- 1956 - Kenneth Bullington
- 1955 - A. V. Loughren
- 1954 - R. R. Warnecke
- 1953 - John Robinson Pierce
- 1952 - William Shockley
- 1951 - R. B. Dome
- 1950 - O. H. Schade
- 1949 - Claude Shannon
- 1948 - S. W. Seeley
- 1947 - John Robinson Pierce
- 1946 - Albert Rose
- 1945 - Peter Carl Goldmark
- 1944 - W. W. Hansen
- 1943 - Wilmer L. Barrow
- 1942 - Sergei Alexander Schelkunoff
- 1941 - Philo Farnsworth
- 1940 - Harold Alden Wheeler
- 1939 - Harald Friis
- 1938 - G. C. Southworth
- 1937 - W. H. Doherty
- 1936 - B. J. Thompson
- 1935 - F. B. Llewellyn
- 1934 - Vladimir Zworykin
- 1933 - Heinrich Barkhausen
- 1932 - Edmond Bruce
- 1931 - Stuart Ballantine
- 1930 - Albert Hull
- 1929 - Edward Appleton
- 1928 - Walter Guyton Cady
- 1927 - Albert H. Taylor
- 1926 - Ralph Bown
- 1925 - Frank Conrad
- 1924 - John Renshaw Carson
- 1923 - Harold Beverage
- 1922 - C. S. Franklin
- 1921 - R. A. Heising
- 1920 - R. A. Weagant
- 1919 - L. F. Fuller